# مقاطعة ساتو ماري
مقاطعة ساتو ماري (بالرومانية: Judeul Satu Mare ، ˌsatu ˈmare) هي مقاطعة (يهودية) في رومانيا، على الحدود مع المجر وأوكرانيا. العاصمة هي ساتو ماري.

## اسم
وتعرف باللغة الهنغارية باسم Szatmar megye ، وبالألمانية باسم Kreis Sathmar ، وبالأوكرانية باسم Сату-Маре ، وبالسلوفاكية باسم Satmárska zupa.

## التركيبة السكانية
ساتو ماري هي مدينة متعددة الثقافات، مع مزيج من السكان الرومان والمجر والالمان وغيرها من الأعراق.
في عام 2002، بلغ عدد سكان مقاطعة ساتو ماري 367 281 نسمة وبلغت الكثافة السكانية 83/كم2.
- الرومانيون - 58.8٪
- المجريون - 35.2٪
- روما - 3.7٪
- الألمان (ساتمار سوابيانز) - 1.7٪
- الأوكرانيون والسلوفاك وغيرهم

في عام 2011، كان عدد سكانها 329,079 والكثافة السكانية 74,48/كم2 (192. 9/sq mi) 
- الرومانيون - 57.73٪
- المجريون - 34.5٪
- روما - 5.32٪
- الألمان (ساتمار سوابيانز) - 1.51٪
- روسينس، أوكرانيون، سلوفاكيون، آخرون

ويقيم الهنغاريون في معظم الأحيان على طول الحدود مع هنغاريا، ولكن بعضهم أيضا مبعثر في جميع أنحاء المقاطعة. تاريخيا، كان الهنغاريون يتركزون في المدن، حيث الإدارة، في حين كان عدد السكان الرومان أكبر في القرى في جميع أنحاء المقاطعة. في عام 1930، كان الهنغاريون يمثلون 41,9% من سكان الحضر في مقاطعة ساتو ماري، وكان 20,0% فقط من السكان في القرى وفقا لبيانات التعداد السكاني. وتباينت نسبة مختلف المجموعات العرقية على مر التاريخ، بسبب التغيرات في النظام وفي السياسة. بعد التسوية النمساوية المجرية في عام 1867، زاد عدد السكان المجريين من نسبتهم إلى حد كبير، حيث مثلوا 44.4 في المائة في عام 1880، ووصلوا في عام 1910 إلى 55.1 في المائة من سكان المقاطعة، وفقاً لأرشاد فارغا. بعد الحرب العالمية الأولى انخفض عدد السكان المجريين والألمان.
| عام  | سكان المقاطعة | الرومانيون | المجريون | الألمان |
| ---- | ------------- | ---------- | -------- | ------- |
| 1880 | 194326        | 76668      | 95681    | 13,449  |
| 1890 | 216158        | 85663      | 114.836  | 14,030  |
| 1900 | 245.855       | 93.591     | 138.086  | 12165   |
| 1910 | 267310        | 92264      | 166,369  | 6709    |
| 1920 | 262937        | 124,476    | 81,242   | 34982   |
| 1930 | 294875        | 178.523    | 74191    | 9530    |
| 1948 | 312,672       |            |          |         |
| 1956 | 337.531       | 180930     | 145880   | 3588    |
| 1966 | 359393        |            |          |         |
| 1977 | 393840        |            |          |         |
| 1992 | 400789        |            |          |         |
| 2002 | 367281        |            |          |         |
| 2004 | 371,759       |            |          |         |
| 2007 | 366.270       |            |          |         |

## جغرافية
تبلغ مساحة مقاطعة ساتو ماري 4,418 كيلومتر مربع (1,706 ميل2) .
في الشمال تقع جبال الاوش، وهي جزء من جبال الكاربات الشرقية. وهذا يشكل حوالي 17% من المساحة. والباقي عبارة عن تلال تشكل 20% من المساحة، وسهول. الجزء الغربي من المقاطعة يأخذ الجزء الشرقي من سهل بانونيا..
يقطع المقاطعة نهر سومو ونهر الطور ونهر كراسنا.
تقع المقاطعة جزئياً في منطقة ماراموري  التاريخية وجزئياً في منطقة كرياش التاريخية.

### الجيران
- مقاطعة ماراموريو في الشرق.
- المجر في الغرب - مقاطعة زابولكس زاتمار بيريج.
- أوكرانيا في الشمال - زاكارباتيا أوبلاست.
- مقاطعة بيهور ومقاطعة سلاج في الجنوب.

تشكل مقاطعة ساتو ماري، إلى جانب مقاطعات بيهور وبستريا-ناسود، وكلوج، وماراموريا، وسالاج، منطقة التنمية الشمالية الغربية في رومانيا. المقاطعة هي إحدى مقاطعات ولاية كارباثيان الأوروبية.

## اقتصاد
وتستفيد مقاطعة ساتو ماري اقتصاديا من موقعها بالقرب من حدود رومانيا مع المجر وأوكرانيا، وهي واحدة من الأماكن التي تجذب الاستثمار الأجنبي في الصناعة والزراعة.
الصناعات السائدة في المحافظة هي:
- صناعة المنسوجات؛
- مكونات الماكينة والسيارات؛
- الصناعات الغذائية؛
- صناعة الخشب والأثاث.

## السياحة
مناطق الجذب السياحي الرئيسية في المحافظة هي:
- «بلاد أواش»، بتقاليدها الشعبية الرومانية القوية، على الجانب الشمالي الشرقي من المقاطعة؛
- جبال أواي؛
- مدينتا ساتو ماري وكاري؛
- منتجع توناد؛
- التحصينات من Ardud و Medieșu Aurit .

## سياسة
يتألف مجلس مقاطعة ساتو ماري، الذي تم تجديده في الانتخابات المحلية لعام 2020، من 32 مستشارا، مع تكوين الحزب التالي:
|  | حزب، حفلة                          | مقاعد | المجلس الحالي | المجلس الحالي | المجلس الحالي | المجلس الحالي | المجلس الحالي | المجلس الحالي | المجلس الحالي | المجلس الحالي | المجلس الحالي | المجلس الحالي | المجلس الحالي | المجلس الحالي | المجلس الحالي | المجلس الحالي | المجلس الحالي |
|  | ---------------------------------- | ----- | ------------- | ------------- | ------------- | ------------- | ------------- | ------------- | ------------- | ------------- | ------------- | ------------- | ------------- | ------------- | ------------- | ------------- | ------------- |
|  | التحالف الديمقراطي المجريين (UDMR) | 15    |               |               |               |               |               |               |               |               |               |               |               |               |               |               |               |
|  | الحزب الوطني الليبرالي (PNL)       | 10    |               |               |               |               |               |               |               |               |               |               |               |               |               |               |               |
|  | الحزب الاشتراكي الديمقراطي (PSD)   | 5     |               |               |               |               |               |               |               |               |               |               |               |               |               |               |               |
|  | حزب الحركة الشعبية (PMP)           | 2     |               |               |               |               |               |               |               |               |               |               |               |               |               |               |               |

## التقسيمات الإدارية

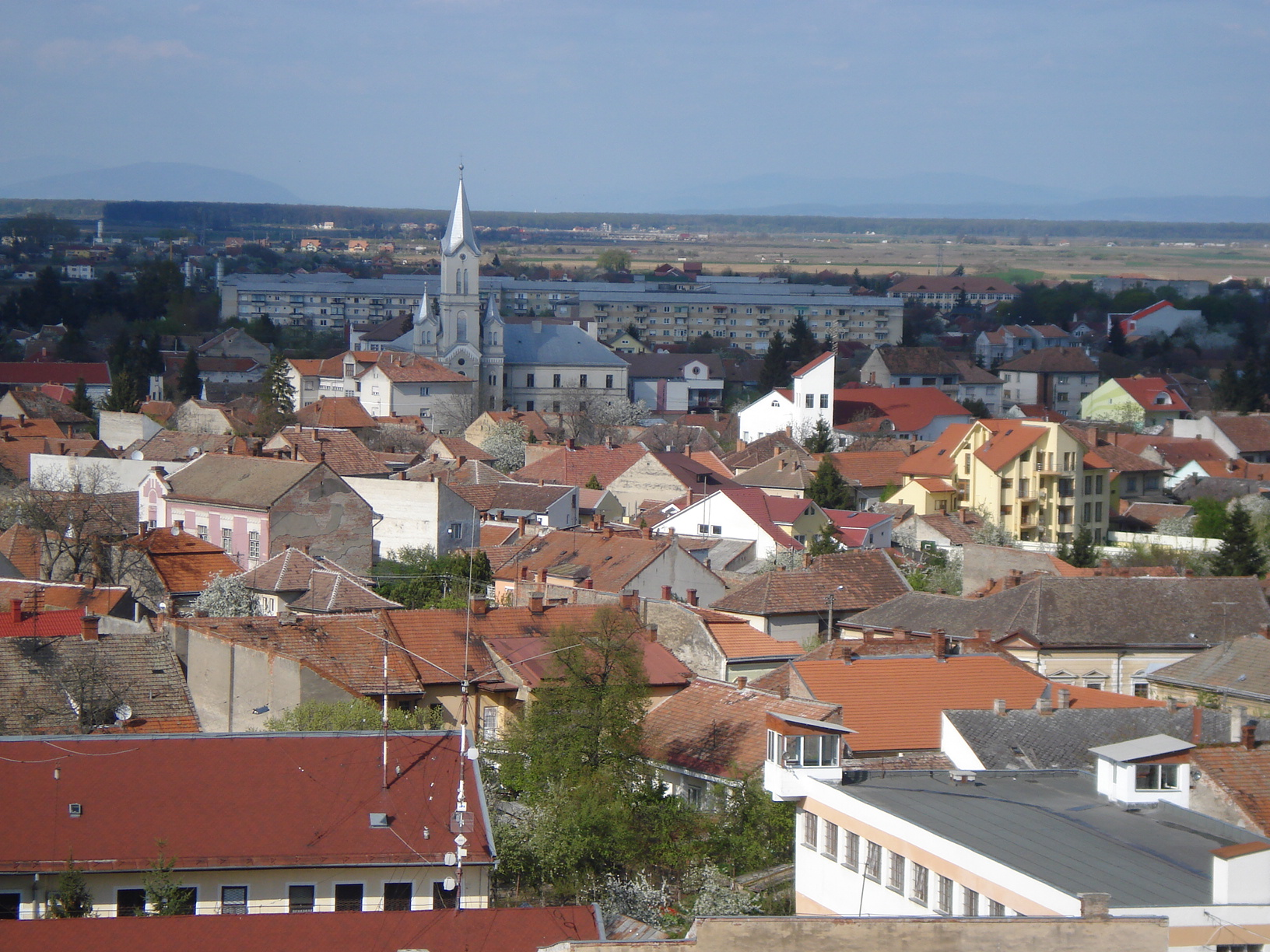
ساتو ماري

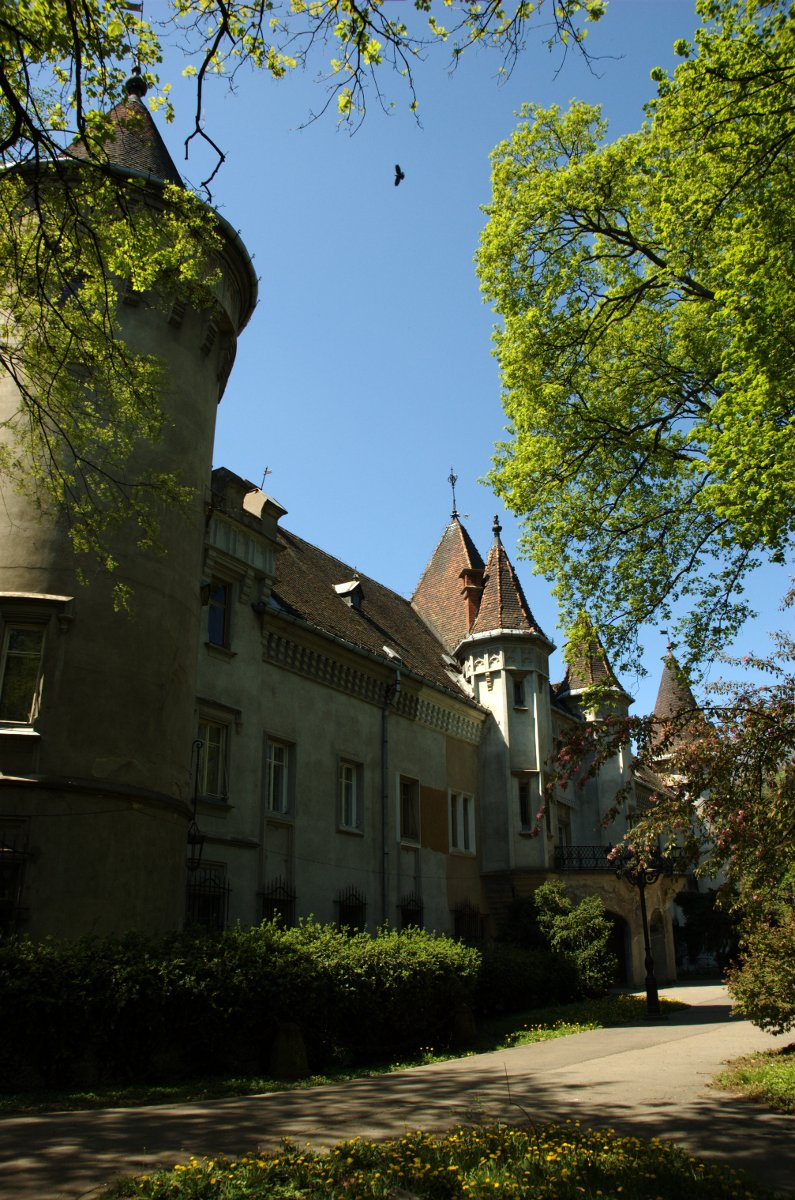
قلعة كارولي ، كاري

مقاطعة ساتو ماري بها بلديتان و 4 مدن و 59 بلدية:
- البلديات
  - ساتو ماري - مقر المقاطعة؛ 102441 (اعتبارًا من 2011)
  - كاري
- المدن
  - أردود
  - ليفادا
  - Negrești-Oaș
  - توناد

## مقاطعة تاريخية
تاريخيا، كانت المقاطعة تقع في الجزء الشمالي الغربي من رومانيا الكبرى، تمتد إلى حدودها مع تشيكوسلوفاكيا والمجر. وتقع أراضيها في منطقة كريشانا التاريخية. بعد قانون التوحيد الإداري في عام 1925، ظل اسم المقاطعة كما كان، ولكن تم إعادة تنظيم الإقليم. كان يحدها من الشمال الغربي المجر، ومن الشمال تشيكوسلوفاكيا، ومن الشرق مقاطعة ماراموري، ومن الجنوب الشرقي مقاطعة سومي، ومن الجنوب والجنوب الغربي مقاطعة ساولاج. وتندرج أراضيها حاليا في مقاطعتي ساتو ماري وماراموريا الحاليتين.

### الإدارة

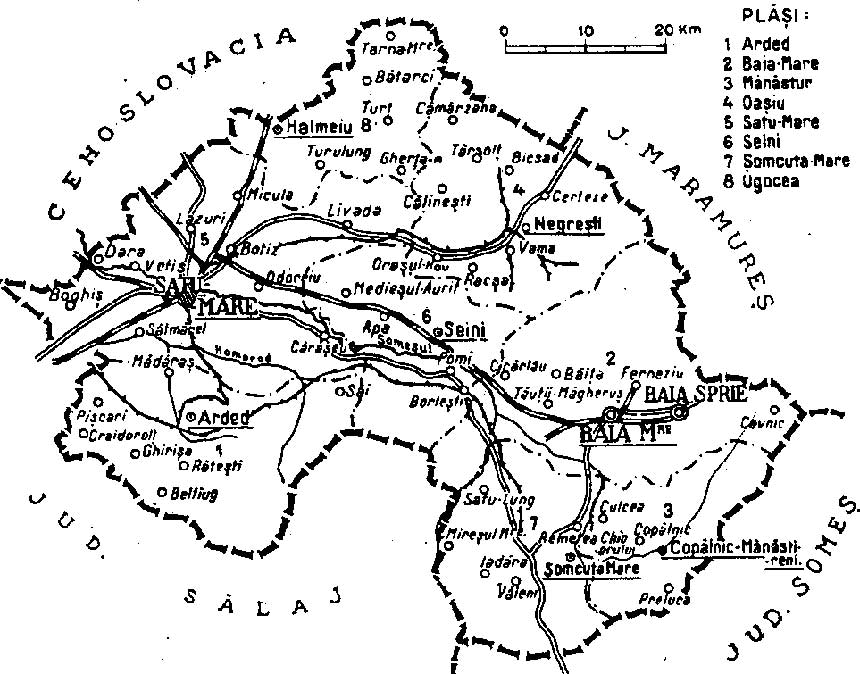
خريطة مقاطعة ساتو ماري كما تشكلت عام 1938.

في عام 1930، تم تقسيم المقاطعة إلى ثماني مقاطعات (plăṣi).
1. بلاسا أردن (مقرها الرئيسي في أردن)
2. بلاسا بايا ماري (مقرها في بايا ماري)
3. Plasa Mănăștur (مقرها الرئيسي في Mănăștur)
4. بلاسا أواسيو (مقرها الرئيسي في أواسيو)
5. بلاسا ساتو ماري (مقرها الرئيسي في ساتو ماري)
6. Plasa Seini (مقرها الرئيسي في Seini)
7. بلاسا أومكوتا ماري (مقرها الرئيسي في أومكوتا ماري)
8. بلاسا أوغوسيا (مقرها في أوغوسيا)

وشملت المقاطعة مدينة ساتو ماري (مقر المقاطعة) والمناطق الحضرية بايا ماري وبايا سبري.

### تاريخ
قبل الحرب العالمية الأولى، كانت أراضي المقاطعة تابعة للنمسا-المجر، ومعظمها في مقاطعة سزاتمار في مملكة المجر. في أعقاب الحرب والحرب المجرية الرومانية، دخل الجيش الروماني المقاطعة في أوائل عام 1919، وانتقلت إدارته إلى مملكة رومانيا. تم نقل إقليم مقاطعة ساتو ماري إلى رومانيا من المجر باعتبارها دولة خلفا للنمسا والمجر في يونيو 1920 بموجب معاهدة تريانون.
وفي عام 1938، أصدر الملك كارول الثاني دستورا جديدا، ثم تغير التقسيم الإداري للإقليم الروماني. تم إنشاء 10 بيسينتري («الأراضي») (عن طريق دمج المقاطعات) لتحكمها («المقيمين الملكيين») - التي تم تعيينها مباشرة من قبل الملك - بدلا من الولاة. مقاطعة ساتو ماري أصبحت جزء من كريشوري.
في نهاية أغسطس 1940، تم نقل المقاطعة مرة أخرى إلى المجر مع بقية ترانسيلفانيا الشمالية بموجب جائزة فيينا الثانية. في أكتوبر 1944، استعادت القوات الرومانية بمساعدة سوفيتية الأراضي التي تنازلت عنها، مع معركة كاري إيذانا بإعادة الإدماج الكامل لشمال ترانسيلفانيا في رومانيا. وقد أعيد تأكيد الولاية القضائية الرومانية على المقاطعة بموجب معاهدة تريانون في معاهدات باريس للسلام، 1947. تم تفكيك المقاطعة من قبل الحكومة الشيوعية في رومانيا في عام 1950، وأصبحت أراضيها جزءا من منطقة بايا ماري، والتي بدورها تم تغيير اسمها إلى منطقة ماراموريا  في عام 1960. أعيد إنشاء مقاطعة ساتو ماري في عام 1968، عندما أعادت رومانيا النظام الإداري للمقاطعة.

### تعداد السكان
وفقاً لبيانات تعداد عام 1930، بلغ عدد سكان المقاطعة 294,875 نسمة، 60.5% من الرومان، 25.2% من المجريين، 8.1% من اليهود، 3.2% من الألمان، فضلاً عن أقليات أخرى. من وجهة النظر الدينية، يتألف السكان من 59% من الكاثوليك اليونانيين، 15% من الكاثوليك الرومان، 8.6% من اليهود، 4.4% من الأرثوذكس الشرقيين، بالإضافة إلى أقليات أخرى.

#### سكان المناطق الحضرية
في عام 1930، كان عدد سكان الحضر في المقاطعة 69,526 نسمة، 41.9% من الهنغاريين، 35% من الرومانيين، 18.6% من اليهود، 1.6% من الألمان، بالإضافة إلى أقليات أخرى. وكلغة أم في المنطقة الحضرية، هيمنت الهنغارية (55.6%)، ثم الرومانية (31.1%) واليديشية (10.6%) والألمانية (1.4%)، فضلاً عن أقليات أخرى. ومن وجهة النظر الدينية، كان سكان الحضر يشكلون 33.7% من الكاثوليك اليونانيين، و23% من المصلحين، و20% من اليهود، و19.6% من الروم الكاثوليك، و2.9% من الأرثوذكس الشرقيين، فضلاً عن أقليات أخرى.